# Atylenchus decalineatus
Atylenchus decalineatus är en rundmaskart som beskrevs av Nathan Augustus Cobb 1913. Atylenchus decalineatus ingår i släktet Atylenchus och familjen Tylenchidae. Inga underarter finns listade i Catalogue of Life.